# Osmia illinoensis
Osmia illinoensis är en biart som beskrevs av Robertson 1897. Osmia illinoensis ingår i släktet murarbin, och familjen buksamlarbin. Inga underarter finns listade i Catalogue of Life.